# Makgadikgadi (jezero)
Jezero Makgadikgadi (Secvanščina Letsha la Makgadikgadi, [lɪt͜sʰa la makχʰadiˈkχʰaːdi]) je bilo starodavno jezero, ki je obstajalo na območju današnje puščave Kalahari v Bocvani od 2.000.000 let pred našim štetjem do 10.000 let pred našim štetjem. Morda je nekoč pokrivalo površino od 80.000 do 275.000 km2 in je bilo globoko 30 metrov. Reke Okavango, Zgornji Zambezi in Cuando so se nekoč izlivale v jezero. Njegove ostanke vidimo v slani kotanji Makgadikgadi, enih največjih slanišč na svetu.
Raziskave DNK kažejo, da je območje jezera domovina Homo sapiensa, kjer so se ljudje pred približno 200.000 leti prvič razvili kot samostojna vrsta, preden so se približno 70.000 let pozneje razširili v druge dele Afrike.

## Izvor in zgodovina
Pred približno 3 milijoni let so močni vzhodni vetrovi oblikovali dolge sipine, ki so se raztezale od vzhoda proti zahodu čez sredino puščave Kalahari. V bolj vlažnih obdobjih so te sipine usmerjale velike reke območja, Okavango, Chobe in Zgornji Zambezi, proti jugovzhodu, da bi se združile z reko Limpopo in se izlile v Indijski ocean.
Severna Bocvana ima vrsto globokih, temeljnih prelomnih linij, ki potekajo pod njenim peskom. Domneva se, da so ti prelomi najjužnejši podaljški istega sistema vzporednih prelomnih linij, ki se oddaljujejo druga od druge in so oblikovale Veliko riftno dolino vzhodne Afrike. Deli tokov reke Linyanti in reke Chobe danes označujejo linijo teh prelomov.
Pred približno dvema milijonoma let se je prelom, znan kot os Ovamboland-Kalahari-Zimbabve (ki poteka od severovzhoda proti jugozahodu od Harareja skozi Bulawayo in se konča na vzhodni strani puščave Kalahari), premaknil v epeirogeni fleksuri in prekinil odtočno pot v Limpopo. Blokiran odtok je omogočil nastanek jezera Makgadikgadi.
Veliki peščeni greben Magwikwe med Savutijem in North Gate je verjetno določal eno od njegovih severozahodnih obal. Drug naj bi bil manj očiten peščeni greben Gidikwe, ki leži tik zahodno od zahodne meje sedanjega narodnega parka Makgadikgadi.
Valovito naplavljene značilnosti najdemo na več višjih mestih Kalaharija v tej regiji. Vzhodna stran hribovja Ghoha, severno od Savutija, je še posebej jasen primer tega. Najdemo lahko tudi okrogle, z vodo erodirane kamenčke.
Ko so minevala tisočletja, se je jezero napolnilo do konca. Pred približno 20.000 leti se je začelo razlivati, najnižja točka v porečju na severovzhodu pa je postala njegov novi izliv. To je povzročilo združitev srednjega in spodnjega toka reke Zambezi, ki sta oblikovali Viktorijine slapove. Ko je voda zdaj lahko odtekala iz porečja, se je jezero Makgadikgadi delno izsušilo in njegova povprečna gladina se je znižala.
Sledilo je sušnejše podnebno obdobje, ki je povečalo izhlapevanje in zmanjšalo pretok rek, ki so napajale jezero. Pred približno 10.000 leti je bilo izsuševanje jezera Makgadikgadi v napredni fazi. Sediment in drobir iz reke Okavango ter pesek, ki ga je nanesel veter, so postopoma polnili jezero.
Nastal je prelom Gumare in znižal kopno. Posledično se je voda reke Okavango razširila po veliko večjem območju kopnega kot prej in oblikovala zdaj značilno pahljačasto notranjo Okavangovo delto, kar je še dodatno zmanjšalo količino vode, ki je tekla v jezero Makgadikgadi, in pospešilo njegov propad.

### Teorija o izvoru človeka
Oktobra 2019 je ekipa pod vodstvom Vanesse Hayes predlagala, da je območje okoli jezera Makgadikgadi območje, kjer se je sodobni človek (Homo sapiens) prvič razvil. Ugotovitve temeljijo na 1217 vzorcih mitohondrijske DNK, odvzetih populacijam v južni Afriki. Raziskovalci so lahko izsledili, kje se je pred približno 200.000 leti pojavila najzgodnejša materinska linija sodobnega Homo sapiensa. Sklenili so, da se je to dogajalo na območju južno od reke Zambezi, ki je zajemalo dele današnje Bocvane, Namibije in Zimbabveja. To ustreza obalam starodavnega jezera Makgadikgadi.
Sklep izpodbijata Chris Stringer, vodja oddelka za izvor človeka v Prirodoslovnem muzeju v Londonu, in Sarah Tishkoff, genetičarka na Univerzi v Pensilvaniji.
Na hribu Ga-Mohana v Severni Kaplandiji so našli izkopanine zgodnjih dejavnosti Homo sapiensa, ki datirajo pred 105.000 leti.

## Ekologija
Teoretično se domneva, da je jezero Makgadikgadi rojstni kraj ogromnega števila ciklidov, ki so nekoč plavali po rekah Kongo, Zambezi, Okavango in Limpopo – kar 100 do 400 novih vrst, od katerih jih je danes preživelo približno 25. Že sama velikost jezera je morda prednikom teh rib zagotovila izjemno širok spekter novih ekoloških niš za izkoriščanje in bi tako lahko spodbudila razvoj novih vrst, kar so morda storili v rekordnem času, preden se je jezero popolnoma izsušilo. Teorija nadalje pravi, da bi nove vrste, potem ko so se razvile znotraj meja jezera, lahko pobegnile z jezersko vodo, ko se je ta izsušila, in naselile reke v regiji, da bi se razvile v ciklide, ki obstajajo danes.
Danes je to območje večino leta izsušeno in je v deževnih poletnih mesecih sezonsko mokrišče.

## Zapuščina
Danes so edini ostanki jezera Makgadikgadi delta Okavango, porečje Nxai, jezero Ngami, jezero Xau, depresija Mababe in dve glavni slanišči Makgadikgadi: porečje Sua in porečje Nwetwe.
Slana kotanja Makgadikgadi je med največjimi na svetu in je nastala iz zadnjih ostankov tega velikega jezera. Okavangova delta je zelo velika, močvirna celinska rečna delta, ki je nastala tam, kjer reka Okavango doseže nekdanje dno jezera. Zdaj je to endoreična kotlina, v kateri vsa voda, ki doseže kotlino, na koncu izhlapi in se transpirira.
Druge reke, ki odtekajo proti jugu in so nekoč napajale jezero, je zdaj vse zajela Zambezi.